# Каріна (співачка)
Ю Джімін (кор. 유지민; нар. 11 квітня 2000 , Соннам, Кьонгі ), більш відома як Каріна (кор. 카리나), — південнокорейська співачка, реперка і танцюристка. Вона є лідеркою південнокорейського жіночого гурту Aespa, сформованого SM Entertainment у листопаді 2020 року. Вона також є учасницею супергурту Got the Beat, який дебютував 3 січня 2022 року.

## Ранні роки

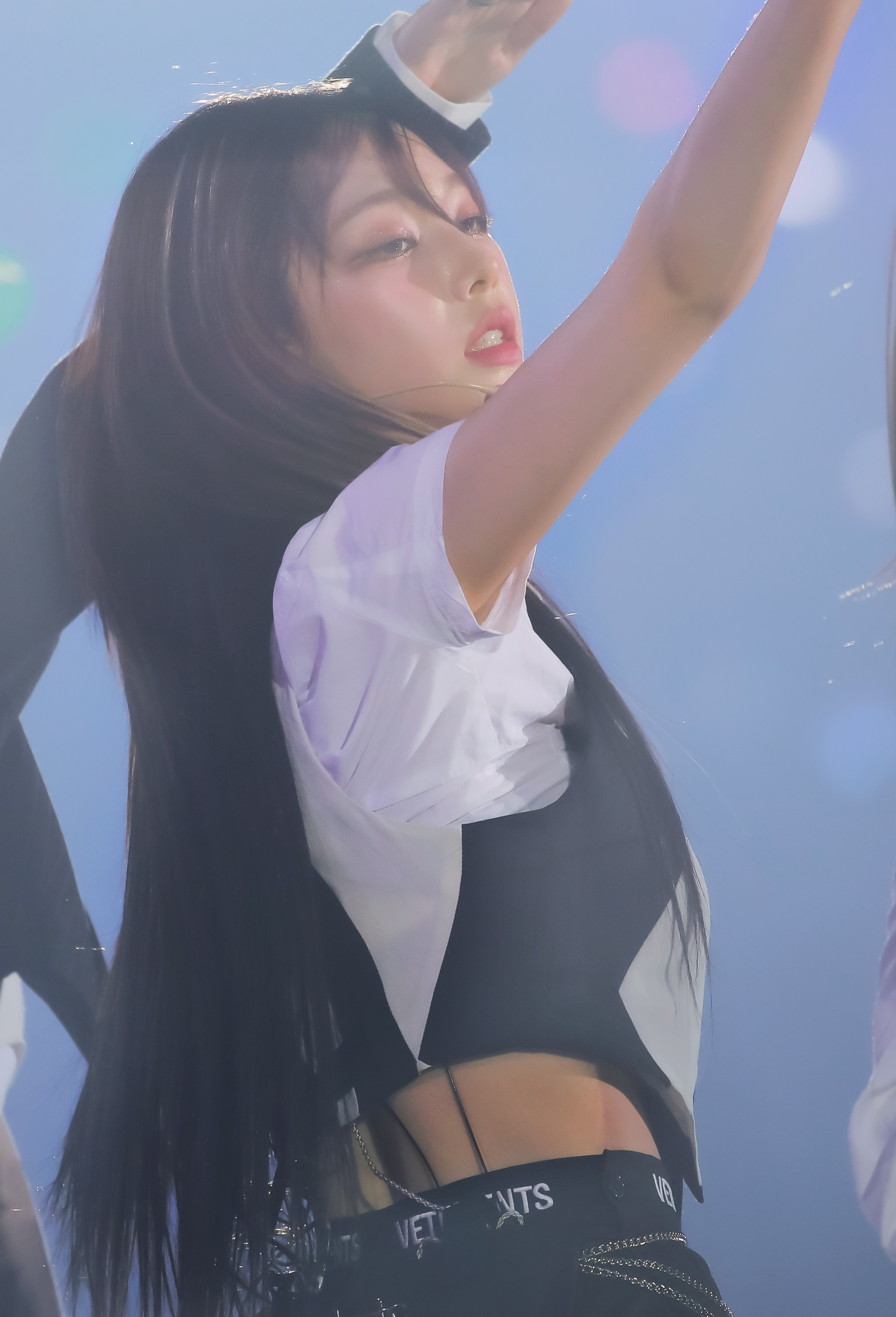
Karina

Каріна народилася та виросла в Соннамі, Кьонгі-до, Південна Корея. Вона відвідувала середню школу Hansol, поки її не виявив скаут талантів SM через соціальні мережі. Потім вона кинула навчання, щоб зосередитися на стажуванні, а пізніше отримала сертифікат GED.

## Кар'єра

### До дебюту
Представник SM Entertainment вперше звернувся до Каріни через соціальні мережі, і після цього вона тренувалася 4 роки до її дебюту. У лютому 2019 року Каріна з'явилася у кліпі колеги по лейблу Теміна на пісню «Want» і виступала з ним у кількох музичних програмах протягом наступних тижнів. Каріна також з'явилася разом із колегою по лейблу Каєм для віртуальної вітрини Hyundai та SM The All-New Tucson, Beyond DRIVE.

### 2020–дотепер: дебют в Aespa, Got the Beat та сольні проєкти
27 жовтня 2020 року SM оголосили Каріну другою учасницею Aespa. Гурт дебютував 17 листопада 2020 року з цифровим синглом «Black Mamba».
17 грудня 2021 року її було оголошено учасницею нового супергурту SM Got the Beat разом із Вінтер та іншими колегами по лейблу, такими як BoA, Тейон і Хьойон із Girls' Generation, а також учасницями Red Velvet Сильґі та Венді.
22 вересня 2023 року Каріна випустила сингл «Sad Waltz» для серіалу Song of the Bandits. 30 листопада було оголошено, що Каріна візьме участь у шоу без сценарію «Agents of Mystery» від Netflix, яке вийшло в етер у 2024 році.
8 квітня 2024 року було підтверджено, що Каріна візьме участь у музичній програмі KBS 2TV 싱크로유 (Synchro U), естрадній музичній програмі. Пілотні серії вийшли в ефір 10 та 18 травня. Того ж дня було підтверджено, що Каріна буде спеціальним діджеєм радіошоу Лі Сок Хуна «Brunch Cafe» на MBC FM4U 18 та 19 квітня.

## Особисте життя
Каріна є католичкою і заявила, що її хрещене ім'я — Катаріна, яке й надихнуло її сценічний псевдонім.
27 лютого 2024 року видання Dispatch повідомило, що Каріна та актор Лі Че Ук зустрічаються. Обидва їхні агентства підтвердили чутки. Вони зблизилися після відвідування показу Prada на Міланському тижні моди в січні 2024 року.

## Публічний імідж і вплив
Каріна була представлена SM як учасниця з багатьма талантами в танцях, вокалі та репу перед її дебютом. Журнал Paper хвалив Карину за те, що вона «динамічна танцівниця, уважна лідерка і спекотна реперка для своєї групи».
У 2021 році Каріна два місяці поспіль очолювала репутацію південнокорейського бренду серед K-pop виконавців та впливових осіб. Вона також очолювала категорію жіночих айдолів Star News 8 тижнів. У щомісячному рейтингу «Рейтинг брендів окремих членів жіночої групи» Корейського інституту бізнес-досліджень Каріна посіла перше місце як у червневому, так і в липневому випусках і четверте в жовтневому. Вона також була представлена в «Програмі просування турів» столичного уряду Сеула, яка «допомагає туристам оцінити панорамний вид на все місто та історичну фортечну стіну Сеула, а також виготовлення кераміки в Муллае-донг».

## Співпраці та мода
У квітні 2022 року Каріну було обрано послом доброї волі «Чистої кампанії» Maeil Business Newspaper.
У листопаді 2023 року Lotte Chilsung призначили Каріну офіційним представником свого алкогольного напою «Kloud Krush». У грудні Vogue Korea оголосив Карину новим обличчям лінії помад YSL Beauty «Rouge Pur Couture».
У січні 2024 року Converse Korea призначили Каріну своєю новою амбасадоркою. У квітні вона була обрана моделлю Vita 500 Zero, популярного в Кореї бренду напоїв з вітаміном С. Оголошення про це було оприлюднено 11 квітня, після того, як 9 квітня у соціальних мережах з'явився попередній пост, що анонсував нову модель бренду. 12 серпня Каріна була обрана амбасадором та моделлю модної електронної комерційної компанії Musinsa Beauty. 28 серпня італійський будинок розкішної моди Prada призначив Каріну своєю глобальною амбасадоркою. 2 вересня вона була обрана музою данського бренду Nordisk.

## Дискографія

### Колаборації
| Назва                                                                                             | Рік  | Пікові позиції у чартах | Album                            |
| Назва                                                                                             | Рік  | KOR                     | Album                            |
| ------------------------------------------------------------------------------------------------- | ---- | ----------------------- | -------------------------------- |
| «The Cure» (with Kangta, BoA, U-Know, Leeteuk, Taeyeon, Onew, Suho, Irene, Taeyong, Mark and Kun) | 2022 | —                       | 2022 Winter SM Town: SMCU Palace |

### Саундтреки
| Назва                                                                            | Рік  | Пікові позиції у чартах | Альбом                  |
| Назва                                                                            | Рік  | KOR                     | Альбом                  |
| -------------------------------------------------------------------------------- | ---- | ----------------------- | ----------------------- |
| «Sad Waltz»                                                                      | 2023 | —                       | Song of the Bandits OST |
| «—» релізи, що не потрапили у чарти або не були випущені у відповідних регіонах. |      |                         |                         |

### Інші пісні в чартах
| Назва                                                                                 | Рік  | Пікові позиції у чартах | Пікові позиції у чартах | Пікові позиції у чартах | Пікові позиції у чартах | Пікові позиції у чартах | Пікові позиції у чартах | Пікові позиції у чартах | Пікові позиції у чартах | Альбом                           |
| Назва                                                                                 | Рік  | KOR                     | HK                      | JPN Hot                 | MLY                     | NZ Hot                  | SGP                     | TW                      | WW                      | Альбом                           |
| ------------------------------------------------------------------------------------- | ---- | ----------------------- | ----------------------- | ----------------------- | ----------------------- | ----------------------- | ----------------------- | ----------------------- | ----------------------- | -------------------------------- |
| «Hot & Cold» (온도차) (with Kai, Seulgi and Jeno)                                     | 2022 | —                       | —                       | —                       | —                       | —                       | —                       | —                       | —                       | 2022 Winter SM Town: SMCU Palace |
| «Up»                                                                                  | 2024 | 2                       | 9                       | 50                      | 12                      | 17                      | 11                      | 3                       | 27                      | Synk: Parallel Line              |
| "—" позначає релізи, які не потрапили до чартів або не були випущені в цьому регіоні. |      |                         |                         |                         |                         |                         |                         |                         |                         |                                  |

### Авторство у написанні пісень
Дані взяті з бази даних Korea Music Copyright Association, якщо не зазначено інше.
| Назва                 | Рік  | Виконавець | Альбом               | Автор тексту | Композитор | Прим.  |
| --------------------- | ---- | ---------- | -------------------- | ------------ | ---------- | ------ |
| «Menagerie»           | 2023 | Karina     | Сингли поза альбомом | Так          | Ні         | Н/Д    |
| «Regret of the Times» | 2024 | Aespa      | Сингли поза альбомом | Так          | Ні         | [ 50 ] |
| «Up»                  | 2024 | Karina     | Synk: Parallel Line  | Так          | Ні         | Н/Д    |

## Нотатки
1. ↑  Пісня «The Cure» не потрапила у Circle Digital Chart, але посіла 39 місце у Download Chart[38].
2. ↑  Пісня «Sad Waltz» не потрапила у Circle Digital Chart, але посіла 105 місце у BGM Chart[39].
3. ↑  Зараховано до Aespa, але є сольним треком у виконанні Каріни.
4. ↑  Невиданий сингл, який Каріна виконала на Synk: Hyper Line[49].